# Jean Marie Vu Tât
Jean Marie Vu Tât (vietnamesisch: Gioan Maria Vũ Tất; * 10. März 1944 in Dị Nậu) ist ein vietnamesischer Geistlicher und emeritierter römisch-katholischer Bischof von Hưng Hóa.

## Leben
Jean Marie Vu Tât empfing am 1. April 1987 die Priesterweihe.
Papst Benedikt XVI. ernannte ihn am 29. März 2010 zum Weihbischof in Hưng Hóa und Titularbischof von Thisiduo. Die Bischofsweihe spendete ihm der Bischof von Đà Lạt, Antoine Vu Huy Chuong, am 15. Juni desselben Jahres; Mitkonsekratoren waren Laurent Chu Van Minh, Weihbischof in Hanoi, und Pierre Nguyên Van Kham, Weihbischof in Ho-Chi-Minh-Stadt.
Am 1. März 2011 wurde er zum Bischof von Hưng Hóa ernannt und am 22. März desselben Jahres in das Amt eingeführt. Papst Franziskus nahm am 29. August 2020 seinen altersbedingten Rücktritt an.